# Wil de Graaffbrug
De Wil de Graaffbrug (brug 393) is een voetgangersbrug in Amsterdam-West.
De brug ligt in het noordoosten van het Erasmuspark en overspant de Erasmusgracht, die net buiten in het park ligt. De brug ligt in het verlengde van de Lof der zotheidbrug (brug 394). De brug dateert uit 1970, toen het park voor toen veel geld geheel opnieuw was ingericht. Het park ligt er al sinds 1927, maar alle bomen werden tijdens de Tweede Wereldoorlog opgestookt en onderhoud werd er jaren niet gepleegd. In 1961 werd de grote renovatie afgerond. In 1970 volgde de brug. De brug was toen een betonnen recht-toe-recht-aan-brug met twee pijlers. De brug is rond 2000 vernieuwd, kreeg een vrije overspanning hangende aan een boogconstructie. 
De brug is in 2002 vernoemd naar politicus Wil de Graaff (17 juli 1928-2 juni 2001). Hij was van huis uit schilder. Als lid van de Communistische Partij Nederland (CPN) en VCN, Partij van Communisten in Nederland. Hij was actief binnen de vakbeweging, vanaf ongeveer 1969 lid van de huurderscomité in Amsterdam-West en lid van Bewonersbelangen Bos en Lommer. Behalve deze vernoeming eerde Amsterdam hem eerder met de gouden speld van verdienste. Opvallend is dat alle andere bruggen rondom het park namen kregen die verwijzen naar Desiderius Erasmus, behalve deze.

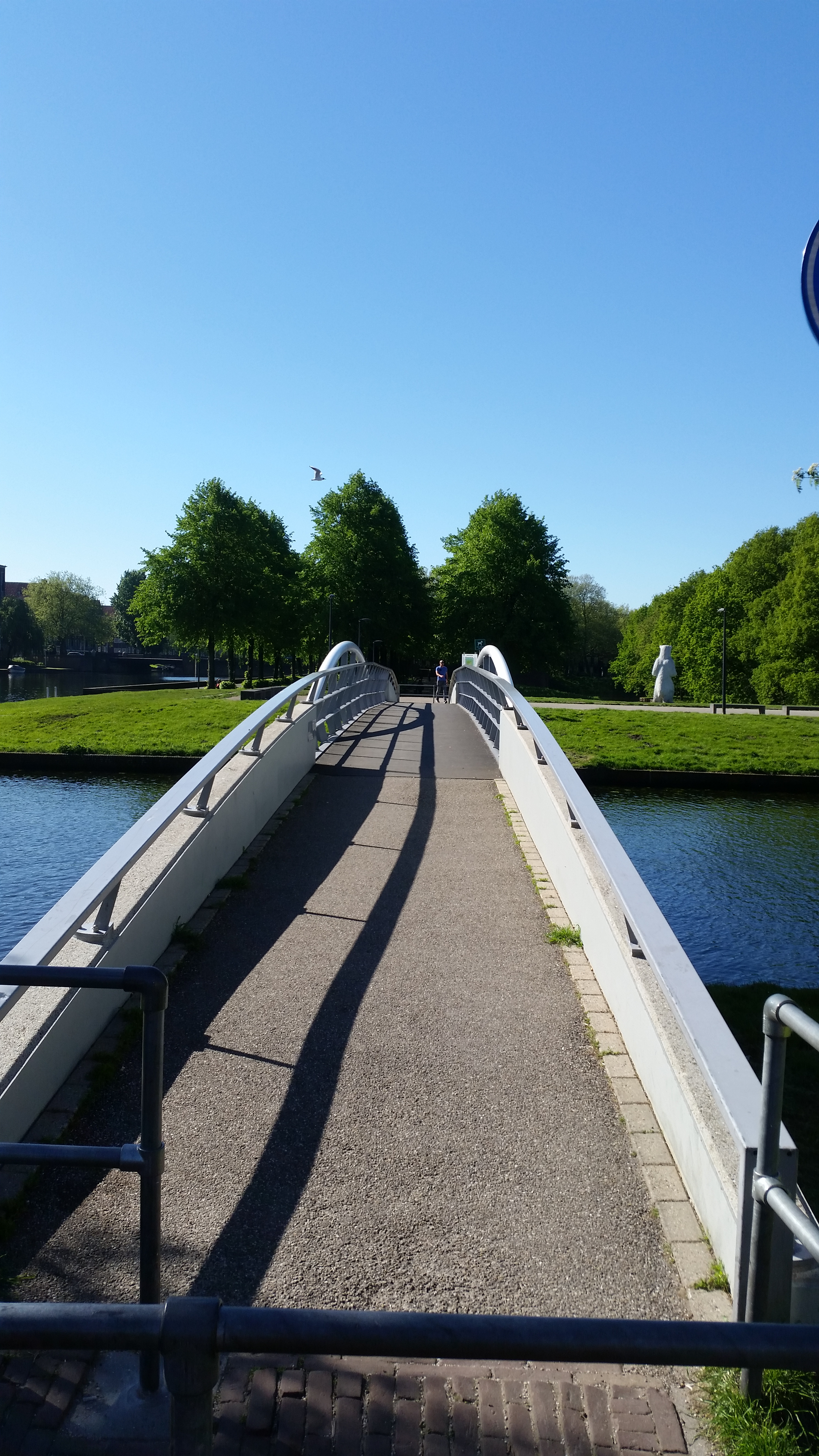
Brug 393 in de lengterichting (mei 2018)

<<< · 300 · 301 · 302 · 303 · 304 · 305 · 306 · 307 · 308 · 309 · 310 · 311 · 312 · 313 · 314 · 315 · 316 · 317 · 318 · 320 · 321 · 322 · 323 · 324 · 325 · 327 · 328 · 330 · 331 · 332 · 333 · 334 · 335 · 336 · 337 · 338 · 339 · 340 · 341 · 342 · 343 · 344 · 345 · 346 · 347 · 348 · 349 · 350 · 351 · 352 · 353 · 354 · 355 · 356 · 357 · 358 · 359 · 360 · 361 · 362 · 363 · 364 · 365 · 366 · 367 · 368 · 371 · 372 · 373 · 374 · 375 · 376 · 377 · 378 · 379 · 380 · 381 · 382 · 383 · 385 · 386 · 387 · 388 · 389 · 390 · 391 · 392 · 393 · 394 · 395 · 396 · 397 · 398 · 399 · >>>
Brugnummers 319, 326, 329 (tijdelijke duiker in de Ringspoordijk), 369, 370, 384 zijn niet (meer) vergeven.